# Bartek Bison
Bartek Bison (* 26. März 1998 in Amsterdam) ist ein niederländischer Eishockeyspieler, der seit 2023 erneut bei Hijs Hokij Den Haag in der belgisch-niederländischen BeNe League unter Vertrag steht.

## Karriere

### Klubs
Bartek Bison begann seine Karriere im Nachwuchsbereich der Amstel Tijgers in seiner Geburtsstadt. Als 14-Jähriger wechselte er nach Deutschland, wo er es bei den Jungadlern Mannheim bis in die Deutsche Nachwuchsliga brachte, die er mit dem Team 2014 und 2015 gewinnen konnte. Beim CHL Import Draft 2015 wurde er als erster Niederländer in der Geschichte des Drafts in der ersten Runde als insgesamt 20. Spieler von den Prince George Cougars ausgewählt. Daraufhin wechselte er zu dem Team aus British Columbia in die Western Hockey League. Im Januar 2017 zog er weiter zum Ligakonkurrenten Vancouver Giants. Ab 2017 spielte er zwei Jahre in den Vereinigten Staaten, wo er zunächst bei den Fargo Force, mit denen er 2018 den Clark Cup der United States Hockey League gewinnen konnte, und ab 2018 bei den Bismarck Bobcats aus der North American Hockey League. 2019 kehrte er in die Niederlande zurück, wo er bei den Tilburg Trappers drei Jahre in der deutschen Oberliga Nord spielte, die das Team 2020 gewinnen konnte. 2022 wechselte er zu Hijs Hokij Den Haag in die belgisch-niederländische BeNe League.

### International
Für die Niederlande nahm Bison im Juniorenbereich lediglich an der Division II der U20-Weltmeisterschaft 2015 teil.
Sein Debüt in der Herren-Nationalmannschaft gab der Stürmer beim Division-I-Turnier der 2019, als die Niederländer in die Division II absteigen mussten. Auch 2024 spielte er in der Division I. Zudem vertrat er seine Farben bei den Qualifikationsturnieren für die Olympischen Winterspiele in Peking 2022 und in Mailand 2026.

## Erfolge und Auszeichnungen
- 2014 Gewinn der Deutschen Nachwuchsliga mit den Jungadlern Mannheim
- 2015 Gewinn der Deutschen Nachwuchsliga mit den Jungadlern Mannheim
- 2018 Clark-Cup-Gewinn mit den Fargo Force